# Quilino
Quilino é um município da província de Córdova, na Argentina.